# Daniela Servillo
Maria Daniela Servillo (Vico Equense, 20 maggio 1989) è una cestista italiana.
Playmaker di 170 cm, ha giocato un biennio in Serie A1 con il San Raffaele Basket.

## Caratteristiche tecniche
Reattività, visione di gioco e furbizia sono le tre qualità che sono state riconosciute alla playmaker romana al termine del primo anno a Reggio Calabria. Anche le sue qualità difensive sono risultate fondamentali in molte partite punto a punto.

## Carriera
Ha vinto due scudetti juniores (Under-19) con la Città Futura Roma nel 2006-2007 e nel 2007-2008. Ha giocato anche con la squadra senior del San Raffaele che ha vinto la Serie A2 2005-2006.
La prima esperienza di Servillo fuori dall'orbita del San Raffaele Basket è stata alla Rescifina Messina nel 2010-2011. La stagione seguente ha giocato all'Olympia Reggio Calabria, con la quale ha conquistato la promozione in A2, è stata scelta come miglior giocatrice dell'All-Star Game siciliano di B femminile e ha concluso come terza miglior realizzatrice del girone di Serie B. È stata confermata dall'Olympia anche dopo il trasferimento della società da Reggio a Catania, malgrado un infortunio che l'ha limitata molto nella prima stagione in A2 e si è ripresentato nella seconda.

## Statistiche

### Presenze e punti nei club
Statistiche aggiornate al 30 giugno 2014
| Stagione        | Squadra                 | Competizione | Partite | Partite | Partite | Statistiche tiro | Statistiche tiro | Statistiche tiro | Altre statistiche | Altre statistiche | Altre statistiche | Altre statistiche | Altre statistiche |
| Stagione        | Squadra                 | Competizione | Pres.   | Titol.  | Minuti  | Tiri da 2        | Tiri da 3        | Liberi           | Rimb.             | Assist            | Rubate            | Stopp.            | Punti             |
| --------------- | ----------------------- | ------------ | ------- | ------- | ------- | ---------------- | ---------------- | ---------------- | ----------------- | ----------------- | ----------------- | ----------------- | ----------------- |
| 2005-2006       | San Raffaele Marino     | Serie A2     | 9       | 0       | 56      | 2/7              | 0/5              | 2/4              | 4                 | 5                 | 12                | 0                 | 6                 |
| 2006-2007       | San Raffaele Roma       | Serie A1     | 12      | 0       | 51      | 3/5              | 0/6              | 2/2              | 5                 | 2                 | 3                 | 1                 | 8                 |
| 2007-2008       | Fiera di Roma Pomezia   | Serie A1     | 3       | 0       | 18      | 0/1              | 0/4              | 1/4              | 2                 | 0                 | 0                 | 0                 | 1                 |
| 2008-2009       | Città Futura Roma       | Serie B1     |         |         |         |                  |                  |                  |                   |                   |                   |                   |                   |
| 2009-2010       | Virtus Viterbo          | Serie A2     | 28      | 27      | 804     | 39/121           | 15/78            | 46/70            | 102               | 21                | 98                | 3                 | 169               |
| 2010-2011       | Rescifina Messina       | Serie B1     |         |         |         |                  |                  |                  |                   |                   |                   |                   |                   |
| 2011-2012       | Olympia Reggio Calabria | Serie B      | 17      | 17      | 599     | 61/149           | 6/34             | 60/76            | 47                | 43                | 90                | 5                 | 200               |
| 2012-2013       | Olympia Reggio Calabria | Serie A2     | 14      | 13      | 411     | 25/84            | 0/16             | 32/39            | 33                | 11                | 44                | 1                 | 82                |
| 2013-2014       | Olympia Catania         | Serie A2     | 19      | 6       | 482     | 17/42            | 1/15             | 20/25            | 39                | 19                | 38                | 0                 | 57                |
| Totale carriera |                         |              |         |         |         |                  |                  |                  |                   |                   |                   |                   |                   |

## Palmarès
- Campionato italiano di Serie A2: 1
San Raffaele Basket: 2005-2006
- Campionato italiano di Serie B: 1
Olympia Reggio Calabria: 2011-2012
- Under-19 femminile: 2
Città Futura Roma: 2006-2007, 2007-2008